# Macrostylophora
Macrostylophora är ett släkte av loppor. Macrostylophora ingår i familjen fågelloppor.

## Dottertaxa tillMacrostylophora, i alfabetisk ordning[1]
- Macrostylophora abazhouensis
- Macrostylophora aeretesites
- Macrostylophora angustihamulus
- Macrostylophora bispiniforma
- Macrostylophora borneensis
- Macrostylophora conjiangensis
- Macrostylophora cuiae
- Macrostylophora euteles
- Macrostylophora exilia
- Macrostylophora fimbriata
- Macrostylophora fulini
- Macrostylophora furcata
- Macrostylophora gansuensis
- Macrostylophora hastata
- Macrostylophora hebeiensis
- Macrostylophora heinrichi
- Macrostylophora heishuiensis
- Macrostylophora idonea
- Macrostylophora jingdongensis
- Macrostylophora levis
- Macrostylophora liae
- Macrostylophora luchunensis
- Macrostylophora lupata
- Macrostylophora menghaiensis
- Macrostylophora microcopa
- Macrostylophora muyuensis
- Macrostylophora nandanensis
- Macrostylophora paoshanensis
- Macrostylophora perplexa
- Macrostylophora phillipsi
- Macrostylophora pilata
- Macrostylophora probata
- Macrostylophora sodalis
- Macrostylophora trispinosa
- Macrostylophora uncinalis